# Daba jezik
Daba jezik (dabba; ISO 639-3: dbq), afrazijski jezik čadske podskupine biu-mandara, kojim govori oko 25.000 ljudi, većina u Kamerunu (24.000; 2007) u provincijama North i Far North, i oko 1.000 u Nigeriji (Crozier and Blench 1992) u jednom selu u državi Adamawa.
Dijalekti su mu nive i pologozom.

## Vanjske poveznice
- Ethnologue (14th)
- Ethnologue (15th)